# Американська жінка
«Американська жінка» (англ. American Woman) — американський драматичний фільм 2018 року режисера Джейка Скотта за сценарієм Бреда Інгелсбі з Сієною Міллер, Аароном Полом і Крістіною Гендрікс у головних ролях. Події фільму відбуваються протягом одинадцяти років, в центрі сюжету — одинока матір, яка зіткнулася з вихованням онука після того, як її дочка зникає за таємничих обставин.
Світова прем'єра стрічки відбулась на Міжнародному кінофестивалі в Торонто 9 вересня 2018 року. 14 червня 2019 року розпочався обмежений прокат у США за сприяння Roadside Attractions and Vertical Entertainment. Критики схвально оцінили стрічку.

## Сюжет
2003 рік. 32-річна одинока мати Дебра Каллаган живе разом із дочкою-підлітком Бріджит та онуком Джессі в містечку Пенсільванії. Її будинок розташований поряд із будинком старшої сестри Кетрін і її чоловіка Террі. Дебра та Кетрін мають люблячі, але бурхливі стосунки, оскільки стримана Кетрін критично ставиться до необачності Дебри та її стосунків з чоловіками. Одного вечора Бріджит залишає сина на маму, щоб піти на побачення з батьком Джессі, Тайлером. Наступного ранку Дебра розуміє, що дочка не повернулася додому. Тайлер стверджує, що Бріджит пішла до своєї подруги Дженни після їхньої суперечки. Дженна запропонувала залишитись подрузі, але вона пішла додому пізно вночі.
Сержант Морріс починає розслідування зникнення Бріджит, Дебра наполягає на причетності Тайлера, який підіймав на Бріджит руку. Відчувши себе безпорадною знайти Бріджит, Дебра шукає розради в одруженого чоловіка, Бретта. Коли Бретт не прийшов на побачення, п'яна Дебра вдирається в його будинок і влаштовує скандал. Після цього вона намагається вчинити самогубство, кинувши кермо автомобіля під час руху. Однак жінка виживає.
За кілька років справа зникнення так і залишилась нерозкритою. Дебра переїхала з онуком до чоловіка на ім'я Рей. Рей повністю контролює її та жорстоко ставиться до Дебри та Джессі, але жінка терпить це через необхідну фінансову підтримку, яку отримує від нього. Однак після жорстокого побиття вона кидає Рея. Дебра продовжує святкувати дні народження Бриджіт. Тайлер пройшов реабілітаційний курс для наркозалежних, зміг побачитись з Джессі. Тайлер звинувачує Дебру у своїй наркозалежності, оскільки вона публічно звинуватила його у зникненні Бріджит. Дебра вибачається і пояснює свій емоційний стан у той момент.
Через певний час Кетрін закликає Дебру знову почати зустрічатися з чоловіками та влаштовує побачення з Крісом, другом Террі. Спочатку Дебра не впевнена в можливості стосунків з ним, але вони швидко зближуються і за кілька місяців пара одружується. Кріс розвиває тісні батьківські стосунки з уже підлітком Джессі. Однак через кілька років стосунки Дебри та Кріса погіршуються, і вона викриває його зраду.
Після закінчення коледжу Дебра влаштовується на роботу керівником відділу кадрів в місцевий будинок престарілих, де її мати, Пеггі, одужує після перенесеного інсульту. Через одинадцять років після зникнення Бріджит сержант Морріс сповіщає Дебру про злочинця, який вбив її. Дебра вирушає в гості до вбивці Бріджит, сподіваючись дізнатися про долю дочки. Пізніше сержант Морріс привозить Дебру та Джессі на місце, де були виявлені залишки Бріджит. Дебра ридає та лежить у неглибокій могилі дочки.
Через деякий час Дебра вирішує продати свій будинок і переїхати, щоб почати нове життя. Її навідує Кріс, який зізнається, що все ще любить її, але Дебра прощається з ним. Після продажу Дебра та Джессі емоційно прощаються з Кетрін, Террі та Пеггі.

## У ролях
| Актор             | Роль             |
| ----------------- | ---------------- |
| Сієна Міллер      | Дебра Каллаган   |
| Крістіна Гендрікс | Кетрін           |
| Аарон Пол         | Кріс             |
| Емі Медіган       | Пеггі            |
| Пет Гілі          | Рей              |
| Вілл Сассо        | Террі            |
| Скай Феррейра     | Бріджет Каллаган |
| Алекс Нойштедтер  | Тайлер Генрік    |
| Е. Роджер Мітчелл | детектив Морріс  |

## Виробництво
У лютому 2017 року було оголошено, що Сієна Міллер, Джекі Вівер, Аарон Пол та Крістіна Гендрікс приєдналися до акторського складу фільму за сценарієм Бреда Інгелсбі, режисером якого став Джейк Скотт. Рідлі Скотт, Кевін Дж. Волш та Майкл Прус стали продюсерами від Scott Free Productions, а Еріка Олд — виконавчим продюсером. У квітні 2017 року до складу фільму приєдналися Емі Мадіган, Пат Гілі, Кен Маріно, Скай Ферейра та Мейкон Блер. На той час проєкт мав назву «The Burning Woman» («Палаюча жінка»).
Основні зйомки розпочалася у квітні 2017 року.

## Випуск
Світова прем'єра стрічки відбулась на Міжнародному кінофестивалі в Торонто 9 вересня 2018 року. Незабаром після цього Roadside Attractions and Vertical Entertainment придбали права на розповсюдження фільму.

### Касові збори
Фільм мав обмежений прокат у США з 14 червня 2019 року у 117 кінотеатрах. Він дебютував 26 за касовими зборами у США, отримавши $ 110,552 у перші вихідні.

### Критика
Стрічка отримала загалом сприятливі відгуки критиків. На сайті Rotten Tomatoes рейтинг фільму складає 80 % на основі 41 огляду. У консенсусі зазначено: «„Американська жінка“ відкриває пронизливу драму в занудливій одіссеї однієї жінки, завдяки немаленькій видатній роботі Сієни Міллер у головній ролі».
Гленн Кенні з «Нью-Йорк таймс» вважає фільм «дослідженням представника робітничого класу», додавши: «Акторська гра відмінна, і діалоги Інгелсбі у більшості звучать правдиво. Але хоча фільм справді вважається дійсно продуманим, він також і обачливий. Він не ризикує перейти через будь-які межі». Кімбер Маєрс з «Лос-Анджелес таймс» похвалила роботу Міллер, написавши: «Раніше ми бачили драми, якими керували сміливі жінки; та, яку тут грає Сієна Міллер, демонструє більше люті та розмаху в одному фільмі, ніж деякі акторки можуть показати за всю свою кар'єру. Але в міру того, як фільм та його головний герой розвиваються, [він] одразу розкриває свій підспідок під час напрочуд ефективного удару під дих — багато в чому завдяки майстерній роботі Міллер».
Рекс Рід у «Нью-Йорк обзервер» похвально відгукнувся про гру Міллер та розвиток сюжету, зазначивши, що фільм «каталогізує роки болю, що розвиваються так само природно, як відбитки пальців і завершується розкриттям того, що насправді сталося з Бріджит, але „Американська жінка“ підноситься над своїми бідами поверненням до життя, дивовижним і багатовимірним розвитком персонажу Міллер. Ви не можете відвести від неї погляд, тому що у неї надзвичайний темп і часові межі, щоб змусити вас відчувати, що вона робить, поки вона це робить, і ви не можете чекати, коли вона зробить більше».
Денніс Гарві з «Вараєті» менше хвалив фільм, написавши, що він «не демонструє достатньо міцного розуміння ритмів життя нижчого середнього класу в Іржавому поясі Пенсильванії, щоб компенсувати надмірну залежність від кризової мелодрами в сценарії Бреда Інглсбі. Хоча й запропоновано кілька приємних граціозних нот, фільм відчувається занадто мильно-оперним, щоб відповідати високій планці своїх більш літературній претензійності. Навряд чи вдасться отримати таку критичну підтримку, яка б виправдовувала вплив арт-хаусу, здається, його призначення — для якісних продажів на кабельному». Карла Меєр з «Сан-Франциско кронікл» схарактеризувала фільм «невблаганно сумовитим» і розкритикувала його за відсутність уваги до зникнення дочки Дебри: «Якби фільм був більше зосереджений на спустошенні Дебри через зникнення Бріджит, Міллер, можливо, була б чудова в ньому. Вона тихо тужить, коли Деб відсторонюється від романтичної драми, що окутує її, щоб згадати про свою дочку».